# Gamaniel Blanco Murillo
Gamaniel Enrique Blanco Murillo (Vinchos, Daniel Alcides Carrión, Pasco, 3 de mayo de 1907 - Callao, 16 de abril de 1932) fue un profesor, escritor, cantautor, compositor, sindicalista y político peruano.

## Biografía
Nació en la comunidad campesina de Vinchos, provincia de Daniel Alcides Carrión, departamento de Pasco; tal como aparece en su partida de nacimiento, anotada en la Municipalidad de Pasco, en el libro N.º 49, folio 397, constando la fecha natal el 3 de mayo de 1907. Falleció en Lima, en el 16 de abril de 1932.
Sus padres fueron Juana Murillo y Rosario Blanco, este falleció cuando le aplastó un eucalipto que estaban talando. En seguida murió su madre, por lo que pasó a tutela de su tío Vicente Blanco, quien le proporcionó una formación intelectual rigurosa. Le creó hábitos para el aprendizaje autodidáctico, afincado en la lectura comprensiva y escritura de textos de periódicos, y actitudes de curiosidad, motivación propia e interés por el entorno socio vital.
Ha dejado música de raigambre huanca , entre ellas la muliza "La Vida es un carnaval", compuesto en Cerro de Pasco el 20 de febrero de 1928.

### Actuación sindical
- En 1929, es activista y dirigente sindical de la huelga minera del 10 de octubre que obtiene el reconocimiento del Comité Central de Reclamos, futuro generador de la Federación de trabajadores del Centro.
- Activa el paro del dos de octubre de 1930, por desacuerdos con la patronal. Simultáneamente, con Augusto Mateu Cueva, Adrián C. Sovero, Julio Portocarrero y Jorge del Prado, realiza la labor de afirmación de la estructura sindical de los obreros y empleados mineros de Yauli-Oroya, Cerro de Pasco, Goillarisquisga y Malpaso.

### Muerte
Falleció en 1932 tras una golpiza dada por los militares durante una represión al movimiento obrero y minero; murió en la cárcel en el Callao. Es considerado como el primer mártir del PCP.

## Producción intelectual
- "Apuntes monográficos de Morococha" (1930). Editado en imprenta S. Camargo Moreno. Oroya.
- Trabajando como docente de centros escolares obreros, en Morococha en 1928, funda el periódico Martillo y después, la Revista Alborada.
- Ejerce de corresponsal de la Revista Amauta y del periódico Labor, publicados en Lima por José Carlos Mariátegui. Asumió la corresponsalía de publicaciones de Cerro de Pasco, Huancayo, Tarma y Jauja.En sus artículos se percibe evolución de su pensamiento y maduración de sus ideales.
- Como testimonio del desastre, provocado por la inundación de la aguas de la laguna de Morococha, que ocasiona la muerte de treinta trabajadores, escribe reportes y artículos, recalcando las responsabilidades de los funcionarios de Cerro de Pasco Copper Corporation.
- Es plausible que haya leído las obras de Adolfo Vienrich, por la cercanía de Tarma a Oroya y posible influencia en las mulizas.

## Faceta política
- Da orientación y capacidad de organización a los trabajadores mineros, presentándoles ideas socialistas.
- En abril de 1930, luego de la desaparición de J.C. Mariátegui, afianza su adscripción al Partido Comunista Peruano, caracterizándose por su activa labor sindical en el centro del Perú. En mayo, funda la revista Justicia con la colaboración de César Augusto Palacios.